# Футбольный матч Фарерские острова — Австрия (1990)
Футбольный матч между сборными командами Фарерских островов и Австрии состоялся 12 сентября 1990 в шведском городе Ландскруна. Матч проходил в рамках первого тура отборочного турнира чемпионата Европы 1992 года и был первым официальным матчем сборной Фарерских островов в истории. Игра проводилась на нейтральном поле, поскольку у сборной Фарерских островов не было подходящего стадиона. Команда островитян была номинальной хозяйкой поля. На Фарерских островах незадолго до начала матча произошла энергоавария, в результате чего вся страна осталась без электроэнергии. Первые 10 минут матча так и не были показаны по фарерскому телевидению.
Встреча завершилась сенсационной победой сборной Фарерских островов: единственный гол на 62-й минуте провёл нападающий Торкил Нильсен. Эта победа скромной фарерской сборной и по сей день считается её лучшим результатом (в списке противников, обыгранных фарерцами, Австрия занимала наиболее высокое место в рейтинге ФИФА). Австрийцам же это стоило поездки на чемпионат Европы-1992. 14 сентября 1990 тренер австрийцев Йозеф Хикерсбергер, который не смог объяснить причины такого результата, подал в отставку.

## Перед игрой
С 1988 года Фарерские острова являлись членом ФИФА, а в 1990 году их приняли и в УЕФА. Матч против Австрии в рамках отбора на Чемпионат Европы 1992 года должен был стать первой официальной игрой островитян (без учёта товарищеских встреч). Согласно словам действовавшего президента Федерации футбола Фарерских островов Торлейфа Сигурдссона, фарерские команды первоначально не изъявляли желание принять участие из-за спортивных и финансовых проблем. Однако международные эксперты убедили Федерацию подать заявку на участие, поскольку в те годы в Европе была довольно нестабильная политическая ситуация, способствовавшая появлению новых европейских сборных, а участие Фарерских островов стало бы прецедентом к этому. К тому же сами игроки желали принять участие в турнире. Финансовые вопросы решались при помощи спонсоров, и в период сильного экономического кризиса на Фарерских островах это было необходимо. Тренер Паудль Гудлёйссон сказал: «Если мы не воспользуемся этой возможностью, то такого больше может и не случиться… Если человек стоит на дороге и голосует, то перед ним почти никогда не останавливаются». Президент Сигурдссон предложил по инициативе организации гамбургских датчан «Альтонская Свобода» провести матч в районе Гамбурга Альтона на стадионе «Фолькспаркштадион» или «Адольф-Ягер-Кампфбан», однако матч было решено провести на шведском стадионе «Ландскруна». На Фарерских островах в то время были только искусственные поля дёрна.
Что касается исхода встречи, то почти все эксперты верили в безоговорочную победу австрийцев: Тони Польстер перед игрой уверял, что фарерцы проиграют со счётом 0:10. Вратарь сборной Йенс Кнудсен считал, что проигрыш меньше чем со счётом 0:5 будет удачным результатом. Тренер австрийцев Йозеф Хиккерсбергер саркастически сказал: «Фареры? А где это? Случайно не на Луне?». За день до матча сборная Австрии в полном составе прогуляла тренировку. Однако тренер фарерцев Паудль Гудлёйссон верил, что его команда сможет показать достойный результат, и давал игрокам сборной такую установку: «Думайте о фарерском флаге. О вашем флаге. Возьмите его с собой на поле. Кидайтесь в подкаты против наглых австрияков с одной миссией — выиграть матч ради вашей нации. Сегодня вы платите своему родному дому. У вас есть возможность творить историю сейчас, и будет сокрушительным ударом, если вы не ухватитесь за это!».

## Ход игры
Австрийцы начали спокойно, экономя силы для будущих поединков, в то время как фарерские игроки старались организовать стартовый натиск и сломить сопротивление сборной Австрии. Однако вскоре команды стали играть на равных, у австрийцев начали возникать моменты за моментом, однако они даже не пытались реализовывать их, надеясь на ошибку фарерцев. В итоге первый тайм завершился нулевой ничьей, и его можно было охарактеризовать полным нежеланием австрийцев играть и сильным желанием фарерцев отстоять хотя бы ничью.
Во втором тайме сборная Австрии начала игру мощно: на лицах игроков наконец-то появился какой-то интерес к происходящему. Первые минуты после перерыва прошли для фарерцев очень тяжело, австрийцы отказались от примитивной фланговой игры. Однако фарерцы выстояли: Йенс Кнудсен отбил все удары, а десять игроков помогли ему сохранить ворота в неприкосновенности. Самый реальный шанс был у защитника Курта Русса, который на 61-й минуте не попал по пустым воротам. Промах Курта Русса стал роковым: спустя минуту Торкиль Нильсен в одиночку обыграл двух защитников сборной Австрии, убежал от третьего и с 16 метров отправил мяч в ворота, перебросив его через не вовремя вступившего в игру Михаэля Конзеля. Фарерская сборная забила свой первый, исторический гол, что вызвало особенный восторг у комментатора с Фарерских островов:

С мячом Торкиль… [далее неразборчиво] И ОН ЗАБИВАЕТ!!!!!!!!!!! ТОРКИЛЬ НИЛЬСЕН ЗАБИВАЕТ ГОЛ!!!!!!!!!!!!!! ФАРЕРЫ ВЕДУТ 1-0!!!!!!!!!!! ФАРЕРЫ ВЕДУТ 1-0!!!!!!!!!!! ТОРКИЛЬ НИЛЬСЕН ИЗ САНДАВАГУРА!!!!!!!!! АЙЯЙЯЙЯ!!!!!!
ФАРЕРЫ ЗАБИЛИ ГОЛ!!! ТОРКИЛЬ НИЛЬСЕН, 1-0! Безумное празднование здесь! Абсолютно, абсолютно, абсолютно невероятным образом он обыграл их всех… Они безуспешно пытались сбить его с ног и помешать ему нанести профессиональный удар… ТОРКИЛЬ ЗАБИВАЕТ!!! Фареры ведут 1-0. Фареры ведут 1-0. Это превосходит все ожидания. Выше, выше, выше, выше всяческих ожиданий. Итак, австрийцы паникуют и готовят несколько замен….

Йозеф Хикерсбергер после пропущенного гола провёл двойную замену, но его визави Палл Гулдаугссон не позволил австрийцам даже сравнять счёт. Фарерцы боролись за мяч на всех углах поля, а австрийцы даже не могли настроиться. Более того, в конце встречи у Нильсена был второй шанс забить гол, однако этот удар взял Михаэль Конзель. Впрочем, и этого хватило фарерцам для победы. Свисток арбитра из Норвегии Эгиля Норвика зафиксировал историческую победу Фарерских островов.

## Итог
| 12 сентября 1990    | \| Фарерские острова \| 1:0 \| Австрия \| \| Торкиль Нильсен 62′ \| Голы \| \| | «Ландскруна ИП» (Ландскруна) Зрителей: 1265 Судья: Эгиль Норвик |
| Отчёт               |                                                                                |                                                                 |
| Фарерские острова   | 1:0                                                                            | Австрия                                                         |
| Торкиль Нильсен 62′ | Голы                                                                           |                                                                 |

| Фарерские острова | Австрия |

| В                 | 1  | Йенс Кнудсен      |     |  |
| З                 | 2  | Йоаннес Якобсен   |     |  |
| З                 | 3  | Туммас Эли Хансен |     |  |
| З                 | 4  | Мичаль Даниельсен |     |  |
| З                 | 5  | Юлиан Хансен      |     |  |
| П                 | 6  | Алан Мёркере      | 45' |  |
| П                 | 7  | Торкиль Нильсен   |     |  |
| П                 | 8  | Ян Кристиан Дам   |     |  |
| П                 | 9  | Абрахам Хансен    |     |  |
| Н                 | 10 | Кари Рейнхайм     | 90' |  |
| Н                 | 11 | Курт Мёркере      | 8'  |  |
| Тренер:           |    |                   |     |  |
| Паудль Гудлёйссон |    |                   |     |  |

| В                  | 1  | Михаэль Конзель   |     |  |
| З                  | 2  | Курт Русс         |     |  |
| З                  | 3  | Михаэль Штрайтер  | 58' |  |
| З                  | 4  | Роберт Пецль      |     |  |
| З                  | 5  | Юрген Хартманн    |     |  |
| П                  | 6  | Хайнц Пайшль      |     |  |
| П                  | 7  | Манфред Линцмайер |     |  |
| П                  | 8  | Андреас Херцог    | 63' |  |
| П                  | 9  | Андреас Райзингер | 63' |  |
| Н                  | 10 | Тони Польстер     |     |  |
| Н                  | 11 | Герхард Родакс    |     |  |
| Замены:            |    |                   |     |  |
| П                  | 14 | Петер Пакульт     | 63' |  |
| Н                  | 15 | Герард Вилльфурт  | 63' |  |
| Тренер:            |    |                   |     |  |
| Йозеф Хикерсбергер |    |                   |     |  |

## Празднование победы на Фарерах
Победа национальной сборной стала настоящим праздником. Жители города Торсхавн, административного центра Фарерских островов с населением на тот момент 15 тысяч человек, праздновали эту победу всю неделю. 12 сентября стало национальным праздником для Фарерских островов. Победителей матча встречали 20 тысяч жителей Фарерских островов. Вратарь сборной Йенс Кнудсен заявил после игры, что его команда пока ещё не осознала то, что вошла в историю футбола. Три фарерца — Ян Аллан Мюллер (один из игроков сборной, которого не вызвали на тот конкретный матч), Йон Эйстберг и Хёгни Мор — даже записали на видео, как они смотрели тот матч, и сейчас эта запись размещена в Интернете.
В честь национальной сборной музыкант Терье Расмуссен написал песню «Hvít sum kavi, blátt sum havi» (фар. Белое как снег, синее как море), которая де-факто стала гимном фанатов и игроков сборной Фарерских островов. В припеве песни говорится:
Белое как снег, синее как море, красное как кровь - это мы,

На футбольных полях мы одолеваем больших звёзд,

Нас мало, однако мы вместе держимся здесь и сейчас!
Оригинальный текст (фарерск.)Hvít sum kavi, blátt sum havi, reytt sum blóðið, tað eru vit,

Runt um allar fótbóltsvøllir, búka vit tær stóru stjørnir,

Fá vit eru men tó vit kunnu standa saman her og nu!
Ещё в одной песне «Reytt og blátt og hvítt» (фар. Красно-сине-белый), которая также является гимном сборной Фарерских островов (авторы Хери Нольсё и Йогван Ольсен), в начале текста звучит ирония: «Фареры станцевали с Австрией такой вальс, о котором слышали от Вены до Микладалура». В припеве поётся:
Красно-сине-белый флаг

Свободно развевается в мире.

Горы и люди гордятся им, потому что

Давид победил Голиафа.

Давид победил Голиафа.

Вперёд...

Вперёд, Фареры...
Оригинальный текст (фарерск.)Merkið reytt og blátt og hvítt,

veittrar frítt um heimin vítt.

Fjøllini, fólkini stolt standa rætt,

Dávid her feldi Goliat.

Dávid her feldi Goliat.

Koyrið á…

Koyr á Føroyar…

После игры Торкиль Нильсен отправился в больницу, где его жена за день до игры родила дочь. Фотография Торкиля Нильсена с матча стала в 2007 году экспонатом на выставке фарерского искусства в Вене.
Матч Фареры — Австрия занял 10-е место в рейтинге футбольных встреч с наиболее сенсационными результатами по версии американского журнала Soccerphile